# Finnischer Spitz
Der Finnische Spitz (finnisch Suomenpystykorva) ist eine von der FCI anerkannte finnische Hunderasse (FCI-Gruppe 5, Sektion 2, Standard Nr. 49).

## Herkunft und Geschichtliches
Der Finnische Spitz ist ein „alteingesessener“ Hund, über seine Entstehungsgeschichte ist aber nichts bekannt. Als typisch spitzartiger Hund war er schon immer ein Begleiter der ansässigen Bevölkerung, robust, zum alltäglichen Gebrauch gezüchtet, Schnee und Eis machen ihm nichts aus. Er ist ein unermüdlicher Begleiter auf der Jagd, mit sehr kräftiger, lauter Stimme, der damit bekannt gibt, ob er einer Spur folgt oder ein Beutestück gestellt hat. Der Jäger braucht diese Ansage, um dem auch im Schnee leichtfüßigen Hund folgen zu können und so die Beute zu finden.
In Russland und insbesondere in der Russischen Kynologischen Vereinigung RKF ist für den Finnischen Spitz auch die Bezeichnung Karelo-Finnische Laika (russisch Карело-финская лайка, transkribiert Karelo-Finskaja Laika) üblich. 2006 einigten sich der Finnische und der Russische Zuchtverband darauf, dass es sich bei den Finnischen Spitzen und den Karelo-Finnischen Laiki um die gleiche Rasse handelt und dass Finnland den Standard erstellt.

## Beschreibung
Der Finnische Spitz wird bis zu 47 cm groß und 13 kg schwer, rotbraun bis goldbraun. Sein Haar ist lang, stehend, steif mit reichlich Unterwolle. Kleine, aufgerichtete Ohren sind spitztypisch; die Rute wird über dem Rücken getragen.

## Verwendung
Der Finnische Spitz wird vorwiegend zur Jagd auf Birk- und Auerwild eingesetzt, je nach Eignung heute auch zur Elchjagd. Der Hund hat die Aufgabe, das Wild selbständig aufzustöbern und so lange zu verbellen, bis der Jäger kommt.